# Ліси заходу Великих озер
Ліси заходу Великих озер (ідентифікатор WWF: NA0416) — неарктичний екорегіон помірних широколистяних та мішаних лісів, розташований в регіоні Великих озер на території США та Канади.

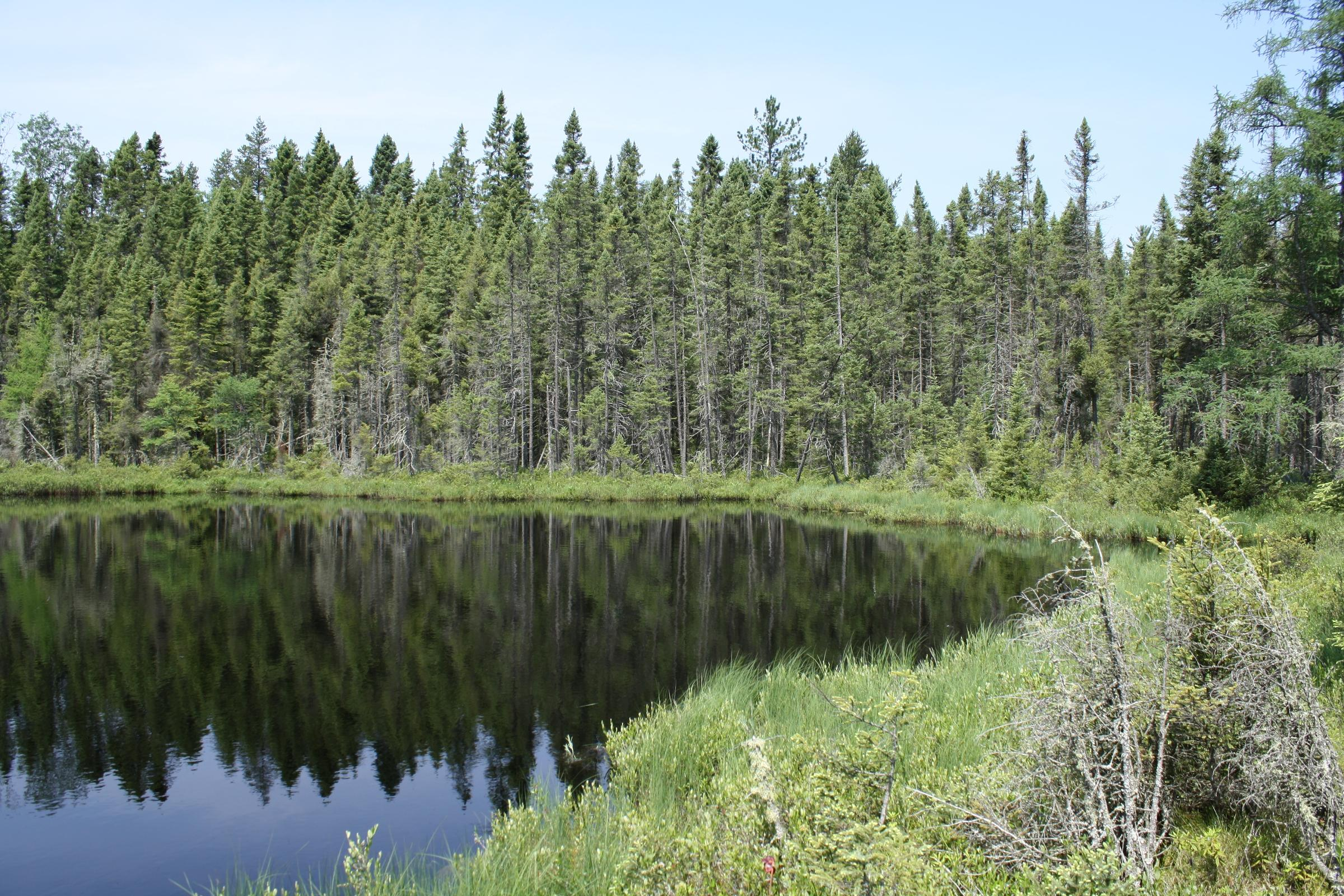
Сосновий ліс навколо озера Вайсперінг (Вісконсин, США)

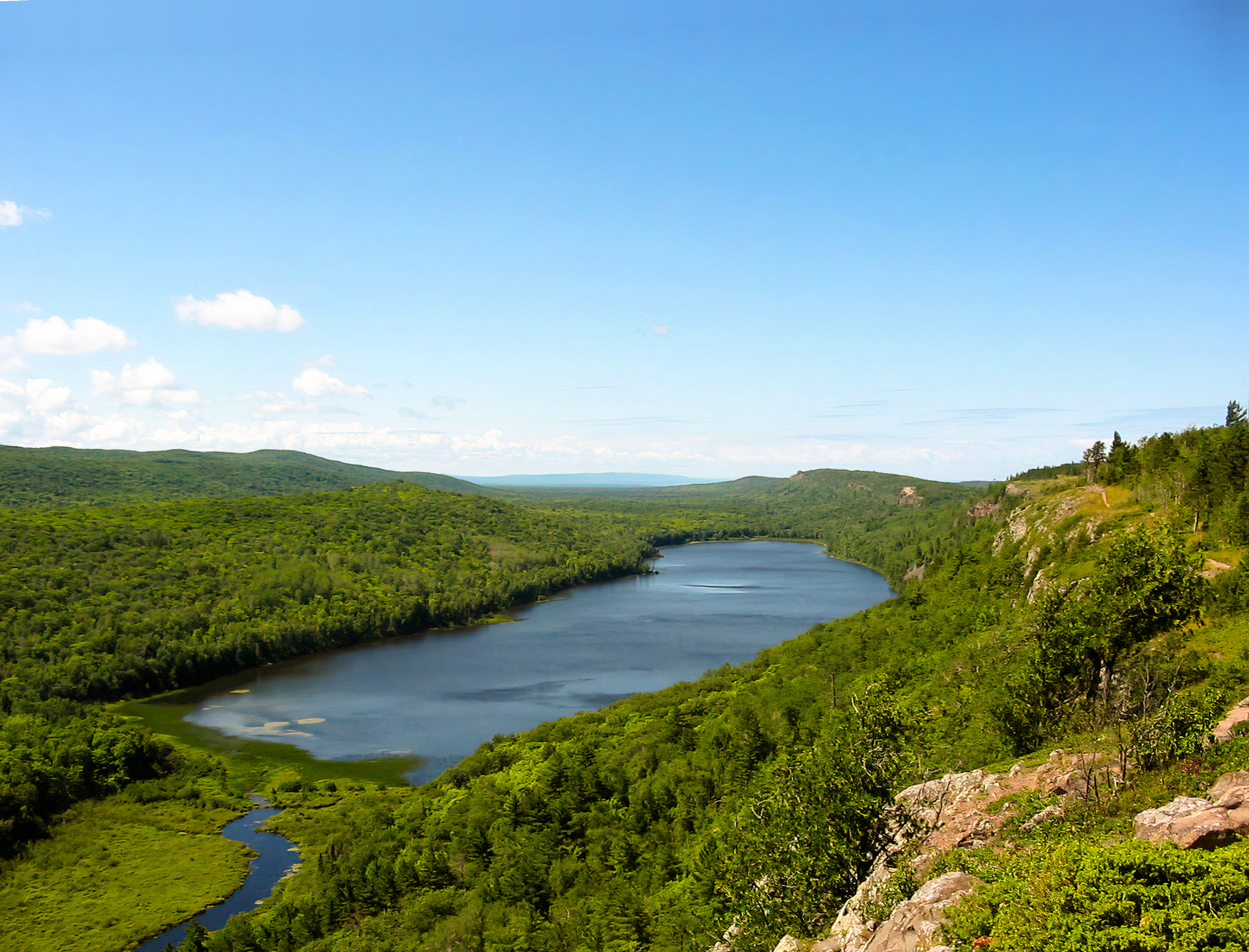
Озеро Клаудс в горах Порк'юпайн (Мічиган, США)

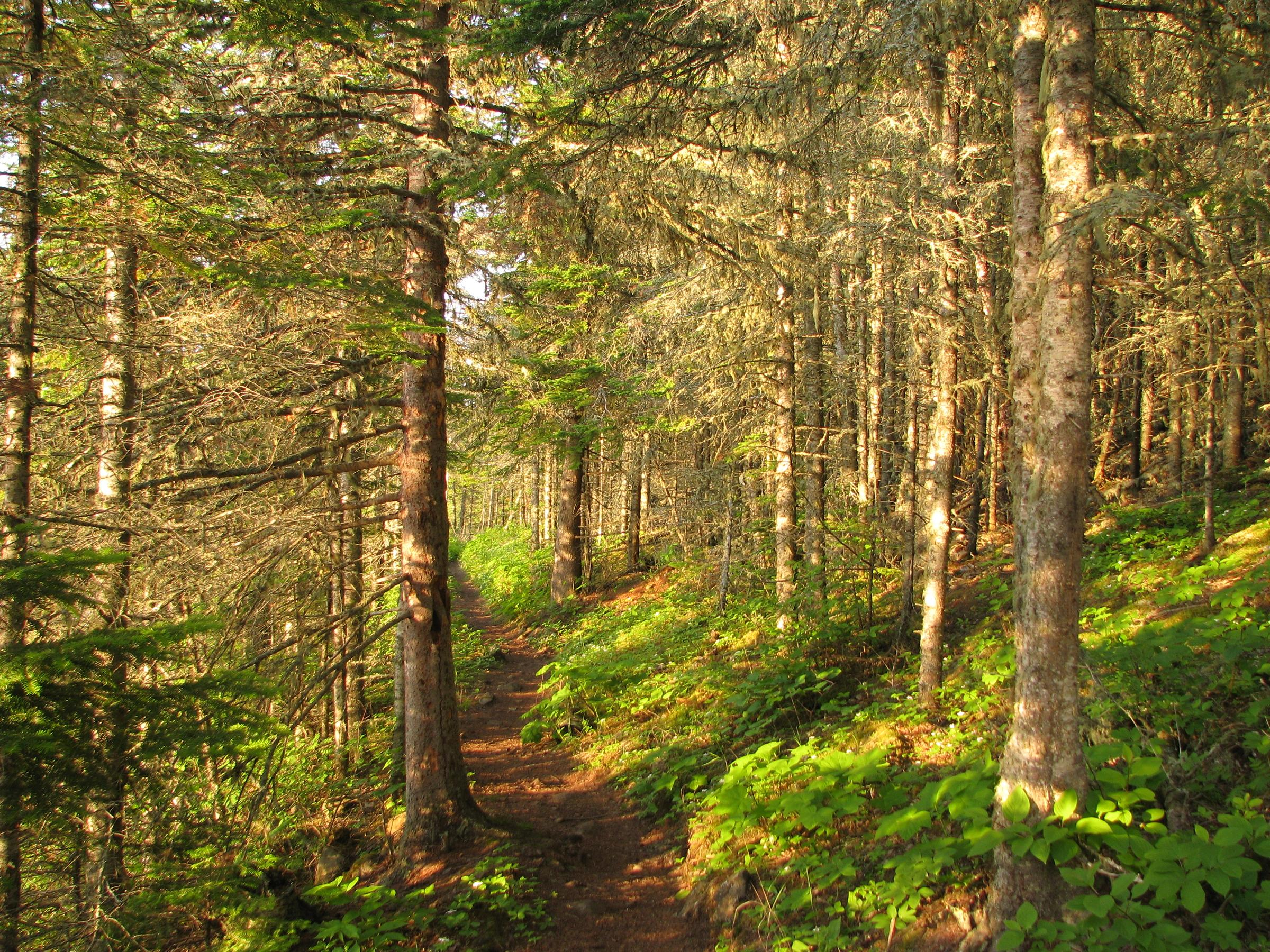
Ліс на острові Айл-Рояль (Мічиган, США)

## Географія
Екорегіон лісів заходу Великих озер простягається від південного краю озера Вінніпег на крайньому південному сході Манітоби та від південно-західної частини Онтаріо на південь до північної і північно-східної Міннесоти та північного Вісконсина, а також охоплює весь Верхній півострів та більшу частину Нижнього півострова в штаті Мічиган. На схід від регіону розташовані озера Верхнє, Мічиган та Гурон, які є частиною групи Великих Американських озер.
Під час останнього льодовикового періода територію екорегіону вкривав Лаврентійський льодовиковий щит, який залишив по собі товстий шар льодовикових відкладів. Рельєф регіону переважно представлений рівнинами, по яким розкидані пагорби, сформовані скельними відслоненнями та моренами. З геологічної точки зору основу більшої частини екорегіону складають палеозойські морські та прибережні осадові породи. На острові Айл-Роял у Верхньому озері, а також на півострові Ківіно та в горах Порк'юпайн на Верхньому півострові зустрічаються значні масиви оголених базальтових скель. Флора Айл-Рояля та півострова Ківіно багата на види, що зустрічаються в горах Каскадії, ймовірно, через хімічні характеристики базальту, корінної породи, яка також поширена на Заході. Стійкі вапняки та доломіти Ніагарського уступу формують скелі вздовж північного узбережжя озера Мічиган і основу гірського хребта на півострові Брюс, що відділяє з південного заходу затоку Джорджен-Бей. Основу північної (канадської) частини екорегіону складають докембрійські граніти, гнейси та інші метаморфічні та магматичні породи Канадського щита. Наразі в регіоні продовжується післяльодовиковий відскок (підйом поверхні суші після відступу важких льодовикових щитів), швидкість якого становить близько метра за століття. За прогнозами, він триватиме ще протягом тисяч років.
В центральній та південній частинах екорегіону, особливо на кордоні Онтаріо та Міннесоти, зустрічається безліч малих та середніх озер, багато з яких поєднані мережею струмків. Тут також зустрічаються великі ділянки низинних та торфових боліт, порослих лісом. Серед найбільших озер, розташованих в екорегіоні, слід відзначити Лісове озеро, Червоне озеро та Дощове озеро. Всі вони є залишками велетенського озера Агассіз, яке утворилося в Північній Америці після відступу льодовиків.
На півночі ліси екорегіону переходять у ліси середнього заходу Канадського щита, на заході — у північні високотравні прерії та у осикові ліси та лісостепи Канади, на півдні — у перехідні лісосавани Верхнього Середнього Заходу США та у ліси півдня Великих озер, на північному сході — у ліси центральних районів Канадського щита, а на сході, за Великими озерами, — у східноканадські перехідні ліси та у низинні ліси сходу Великих озер.

## Клімат
В межах екорегіону переважає вологий континентальний клімат (Dfb за класифікацією кліматів Кеппена), який характеризується теплим літом та холодною сніжною зимою. Середньорічна температура тут коливається від 1 °C до 2 °C, середня літня температура — від 14 °C до 15,5 °C, а середня зимова температура становить -13 °C. Середньорічна кількість опадів коливається від 500 мм на заході до 700-800 мм на сході.
На клімат екорегіону значний вплив здійснюють Великі озера. Цей вплив, також відомий як "ефект озера", проявляється у пом'якшенні клімату, збільшенні кількості опадів, особливо у вигляді снігу, а також у збільшенні тривалості вегетаціного періоду. У західних частинах екорегіону ефект озера відіграє меншу роль, ніж у північному Мічигані, оскільки там зазвичай дмуть південно-західні вітри з Великих рівнин. У результаті клімат західної частини екорегіону характеризується більшою континентальністю з екстремальними мінімальними зимовими температурами та коротким вегетаційним періодом. Оскільки Верхнє озеро є найхолоднішим із Великих озер, його вплив на температуру навколишніх територій є меншим, ніж вплив інших Великих озер.

## Флора
Територія екорегіону є перехідною зоною між бореальними лісами, поширеними північніше, високотравними преріями, поширеними західніше, та помірними широколистяними лісами, поширеними південніше. Таким чином, рослинний покрив екорегіону представлений мозаїкою хвойних, мішаних та листяних лісів, заболочених лісів та водно-болотних угідь.
Основними рослинними угрупованнями екорегіону є мішані ліси. У ранньосукцесійних лісах, які утворюються після регулярних пожеж, домінують американські осики (Populus tremuloides), паперові берези (Betula papyrifera) та сосни Банкса (Pinus banksiana), а у зрілих пізньосукцесійних лісах — сизі ялини (Picea glauca), чорні ялини (Picea mariana) та бальзамисті ялиці (Abies balsamea). На видовий склад та структуру мішаних лісів впливає рельєф та дренаж. У лісах, що ростуть у вологих низовинах та на півночі екорегіону, домінують чорні ялини (Picea mariana).
Соснові ліси екорегіону ростуть на піщаних, кислих, бідних на поживні речовини ґрунтах і характеризуються частими пожежами. Вони поділяються на два типи: у перших домінують сосни Веймута (Pinus strobus), червоні сосни (Pinus resinosa), паперові берези (Betula papyrifera) та американські осики (Populus tremuloides), а в других — сосни Банкса (Pinus banksiana), червоні сосни (Pinus resinosa) та дуби (Quercus spp.), передусім овалолисті дуби (Quercus ellipsoidalis). В підліску хвойних лісів поширена рогата ліщина (Corylus cornuta). Історично сосни Банкса (Pinus banksiana) зустрічалися на найбільш екстримальних, схильних до посухи ділянках, особливо на великих зандрових рівнинах. Червоні сосни віддають перевагу більш мезофільним ділянкам, піщаним або мореновим відкладам та невисоким піщаним дюнам. Сосни Веймута (Pinus strobus) колись були поширені на піщаних озерних рівнинах, від погано дренованих колишніх заплав до надмірно дренованих піщаних дюн. Інтенсивна вирубка сосен Банкса та Веймута, яка відбувалася в регіоні між 1850 та 1900 роками, а також масові пожежі призвели до заміни багатьох соснових лісів червоними кленами (Acer rubrum), паперовими березами (Betula papyrifera) та американськими осиками (Populus tremuloides)
У північних широколистяних лісах екорегіону переважають цукрові клени (Acer saccharum), червоні клени (Acer rubrum), великолисті буки (Fagus grandifolia), американські хмелеграби (Ostrya virginiana), американські липи (Tilia americana), жовті берези (Betula alleghaniensis) та канадські тсуґи (Tsuga canadensis). В лісах, що ростуть на заході Верхнього півострова Мічигану, великолисті буки (Fagus grandifolia) відсутні, ймовірно, через надзвичайно низькі зимові температури. Пожежі, хоч і трапляються рідко, все ж достатньо для збереження сосен Веймута (Pinus strobus) та червоних дубів (Quercus rubra).
На болотах та інших водно-болотних угіддях екорегіону переважно домінують хвойні дерева, хоча широколистяні дерева зустрічаються на берегах річок і струмків та на добре аерованих водно-болотних угіддях у верхів'ях річок. Найбільші масиви заболочених хвойних лісів зустрічаються у льодовиково-озерних западинах на сході Верхнього півострова. Торф'яники Міннесоти все ще залишаються відносно недоторканими, незважаючи на спроби осушити великі масиви на півночі штату на початку XX століття.

## Фауна
В межах екорегіону зустрічається 64 види ссавців. Серед поширених в екорегіоні ссавців слід відзначити західного лося (Alces alces andersoni), білохвостого оленя (Odocoileus virginianus), барибала (Ursus americanus), койота (Canis latrans), звичайну лисицю (Vulpes vulpes), сіру лисицю (Urocyon cinereoargenteus), канадську рись (Lynx canadensis), руду рись (Lynx rufus), ільку (Pekania pennanti), довгохвосту ласицю (Neogale frenata), смугастого скунса (Mephitis mephitis), американського борсука (Taxidea taxus), американського зайця (Lepus americanus), червону вивірку (Tamiasciurus hudsonicus), канадського голкошерста (Erethizon dorsatum), звичайного ракуна (Procyon lotor), лісового бабака (Marmota monax), східного бурундука (Tamias striatus), малого бурундука (Neotamias minimus) та лісову стрибаючу мишу (Napaeozapus insignis). На берегах річок та озер поширені канадські бобри (Castor canadensis), канадські видри (Lontra canadensis), річкові візони (Neogale vison) та болотяні ондатри (Ondatra zibethicus). 
Східні вовки (Canis lupus lycaon) були майже повністю винищені на сході Сполучених Штатів Америки, але їх зграї збереглися в лісах екорегіону, у віддалених районах Міннесоти та Онтаріо. За останній час відбулося природне розширення ареалу вовків, які поступово відновлюють свою популяцію. Також в екорегіоні почастішали спостереження північноамериканської пуми (Puma concolor couguar), яка донедавна вважалася вимерлою в регіоні.
Орнітофауна екорегіону нараховує понад 215 видів птахів і є однією з найбагатших у Північній Америці за кількістю гніздових видів. Серед птахів, що зустрічаються в екорегіоні, слід відзначити канадську дикушу (Canachites canadensis), американського орябка (Bonasa umbellus), американського крижня (Anas rubripes), каролінку (Aix sponsa), жовтоокого креха (Lophodytes cucullatus), північну жовну (Dryocopus pileatus), білоголового орлана (Haliaeetus leucocephalus), малого підсоколика (Falco columbarius), червоноголову катарту (Cathartes aura), канадського журавля (Antigone canadensis), рубіновогорлого колібрі (Archilochus colubris), блакитну сизойку (Cyanocitta cristata), лісового піві (Contopus virens), буроспинного феба (Sayornis phoebe), осокового овада (Cistothorus stellaris), соснового чижа (Spinus pinus), строкатого пісняра (Mniotilta varia), рудощокого пісняра-лісовика (Setophaga tigrina), канадського пісняра-лісовика (Setophaga magnolia) та соснового пісняра-лісовика (Setophaga pinus). Ендеміками екорегіону є мічиганські пісняри-лісовики (Setophaga kirtlandii). В середині XX століття ареал цих рідкісних птахів скоротився лише до невеликої території на півночі Нижнього півострова, однак завдяки заходам зі збереження їх популяція збільшилась, і вони почали гніздитися також на Верхньому півострові, в Міннесоті та Онтаріо.
Узбережжя озер Верхнє та Гурон відіграють важливе значення для мігруючих птахів, слугуючи для них місцями зупинки, а для деяких — основними місцями розмноження. Тут зустрічаються американські мартини (Larus smithsonianus), делаверські мартини (Larus delawarensis), річкові крячки (Sterna hirundo), жовті погоничі-пігмеї (Coturnicops noveboracensis) та інші водоплавні та коловодні птахи. 

## Збереження
Оцінка 2017 року показала, що 43 568 км², або 15 % екорегіону, є заповідними територіями. Природоохоронні території включають: Провінційний парк Вайтшелл та Провінційний парк Нопімінг в Манітобі, Провінційний парк Кветіко, Провінційний парк Черепахової річки та озера Білої видри, Провінційний парк Ла-Верендрі, Провінційний парк Лісового озера, Провінційний парк озера Сандбар, Провінційний парк Ігл-Догтуз та Провінційний природний заповідник озера Лола в Онтаріо, Вояджерс, Національний ліс Верхнього озера, Національний ліс Чіппева та Природний заповідник Прикордонних Вод в Міннесоті, Національне узбережжя Апостольських островів та Національний ліс Чеквамегон-Ніколет у Вісконсині, а також Національний парк Айл-Рояль, Національний ліс Оттава, Національний ліс Гаявата та Державний парк гір Порк'юпайн в Мічигані.